# 마티아스 마이어
마티아스 마이어(독일어: Matthias Mayer, 1990년 6월 9일~)는 오스트리아의 전직 알파인 스키 선수이다.
케른텐주 장트크파이트안데어글란에서 태어났으며, 2009년 2월 22일에 세스트리에레에서 열린 월드컵 슈퍼복합 경기를 통해 월드컵 데뷔를 했다. 가장 전문인 분야는 슈퍼대회전이다. 여러 번 10위 이내 수상을 하다가 2013년 1월 키츠뷜 월드컵에서 처음으로 슈퍼대회전 종목으로 표창대에 올랐다.
러시아 소치 2014년 동계 올림픽 활강 종목에서 우승하여 오스트리아의 해당 종목 역대 7번째 금메달리스트가 되었다. 로자 후토르에서 이탈리아의 크리스토프 이너호퍼와 노르웨이의 셰틸 얀스루와 함께 시상대에 올랐다. 올림픽 직후에 노르웨이에서 두 번 더 시상대에 올랐다.